# Ermitaż

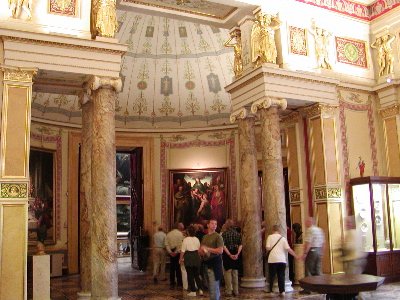
Wnętrza Ermitażu w Sankt Petersburgu

Ermitaż (ros. Эрмита́ж), Ermitaż Państwowy (ros. Госуда́рственный Эрмита́ж) – wielkie muzeum sztuki i rzemiosła artystycznego w Petersburgu, na Nabrzeżu Pałacowym, założone w 1764 przez Katarzynę II Wielką w Małym Ermitażu (stąd nazwa); państwowa instytucja kultury, największe muzeum w Rosji i jedno z największych na świecie. 
Mały Ermitaż w galerię sztuki przemieniła cesarzowa Katarzyna II. Głównym budynkiem Ermitażu jest barokowy Pałac Zimowy, wzniesiony dla carycy Elżbiety w latach 1754–1762 według projektu Bartolomea Rastrellego. W 1766 caryca Katarzyna II poprosiła francuskiego filozofa Denisa Diderota, by w jej imieniu kupował obrazy z kolekcji francuskich. W ten sposób do Sankt Petersburga trafiły płótna Poussina, Watteau, Rembrandta, Rubensa, Rafaela, Tycjana i wielu innych znakomitych malarzy.
5 lutego?/17 lutego 1852 Mikołaj I udostępnił zbiory publiczności i w tym celu zbudował ostatni pałac zespołu zwany Nowym Ermitażem, który zaprojektował Leo von Klenze. Po rewolucji październikowej na własność państwa przeszły i znalazły się w Ermitażu największe kolekcje prywatne: hrabiego Aleksandra Strogonowa, księcia Grigorija Potiomkina, księcia Mikołaja Jusupowa i braci Morozowów. W 1930 władze sowieckie sprzedały amerykańskiemu milionerowi Andrew Mellonowi 31 obrazów z kolekcji Ermitażu, które trafiły do Galerii Narodowej w Waszyngtonie. Dzisiaj w kolekcji znajduje się m.in. 26 obrazów Rembrandta, 25 – van Dycka, 40 – Rubensa, 12 – Poussina, 12 – Lorraina, 12 – Watteau, 9 – Tiepolo, 11 – Tycjana 15 – Gauguina, 31 – Picassa, 37 – Matissa, 8 – Moneta, 12 rzeźb Canovy i pokazywane od 1995 wywiezione z Niemiec 74 płótna impresjonistów (większość z nich została wcześniej zrabowana przez Wehrmacht, a następnie zdobyta w 1945 przez Armię Czerwoną). Obecnie Ermitaż to jedno z największych muzeów sztuki i malarstwa na świecie.
W czasie II wojny światowej Ermitaż został bezpośrednio trafiony tylko dwukrotnie, pomimo tego że na miasto spadło w tym czasie ponad 150 tysięcy ciężkich pocisków artyleryjskich oraz ponad 10 tysięcy bomb burzących i zapalających.